# チャンピオンシップ・リーグ・ダーツ
チャンピオンシップ・リーグ・ダーツ (Championship League Darts) は、プロフェッショナル・ダーツ・コーポレイション (PDC) が開催していたダーツのトーナメントである。
プレミア・リーグのように、リーグ戦を用いてレッグ形式で行うが、PDC オーダー・オヴ・メリットにおいて上位8人に漏れてしまったトップ・プレイヤー達にも、チャンピオンシップで戦うチャンスを提供する点が異なる。また、初のインターネット放送のみのダーツ・トーナメントになった。
このトーナメントは、チャンピオンシップ・オヴ・ダーツ (Championship of Darts) という名前で、4月中旬PDCのウェブサイトにおいて、初めてアナウンスされた。9月から10月にかけて行われ、29人のプレイヤーを招集する。
初開催の2008 チャンピオンシップ・リーグ・ダーツは、エセックスのCrondon Park Golf Clubで行われ、賞金総額£189,000とグランド・スラム・オヴ・ダーツへチャンピオンの招待があることを呼び物にした。初代チャンピオンは、フィル・テイラーであった。

## 決勝結果
| 年   | 優勝 (決勝平均)           | Score | 準優勝 (決勝平均)                     | 賞金     | 賞金    | 賞金   | 会場                   |
| 年   | 優勝 (決勝平均)           | Score | 準優勝 (決勝平均)                     | 合計     | 優勝    | 準優勝 | 会場                   |
| ---- | ------------------------- | ----- | ------------------------------------- | -------- | ------- | ------ | ---------------------- |
| 2008 | フィル・テイラー          | 7–5   | マーヴィン・キング                    | £189,000 | £10,000 | £5,000 | Crondon Park GC, Essex |
| 2009 | コリン・オズボーン        | 6–4   | フィル・テイラー                      | £189,000 | £10,000 | £5,000 | Crondon Park GC, Essex |
| 2010 | ジェームズ・ウェイド      | 6–5   | フィル・テイラー                      | £189,000 | £10,000 | £5,000 | Crondon Park GC, Essex |
| 2011 | フィル・テイラー          | 6–1   | ポール・ニコルソン                    | £189,000 | £10,000 | £5,000 | Crondon Park GC, Essex |
| 2012 | フィル・テイラー (108.20) | 6–4   | サイモン・ウィットロック (98.63)      | £176,750 | £10,000 | £5,000 | Crondon Park GC, Essex |
| 2013 | フィル・テイラー (107.07) | 6–3   | マイケル・ヴァン・ガーウェン (106.23) | £200,000 | £10,000 | £5,000 | Crondon Park GC, Essex |